# Hemerobius harmandinus
Hemerobius harmandinus är en insektsart som beskrevs av Navás 1910. Hemerobius harmandinus ingår i släktet Hemerobius och familjen florsländor. Inga underarter finns listade i Catalogue of Life.